# Панама на летних Олимпийских играх 1928
Панама принимала участие в Летних Олимпийских играх 1928 года в Амстердаме (Северная Голландия, Нидерланды) в первый раз за свою историю, но не завоевала ни одной медали. Сборная страны состояла из 1 спортсмена, пловца Адана Гордона, который выступил в двух видах программы, выходя на старт в плавании вольным стилем.

## Результаты

### Плавание
Мужчины
| Спортсмен   | Дисциплина | Первый раунд | Первый раунд | Полуфинал            | Полуфинал            | Финал                | Финал                |
| Спортсмен   | Дисциплина | Время        | Место        | Время                | Место                | Время                | Место                |
| ----------- | ---------- | ------------ | ------------ | -------------------- | -------------------- | -------------------- | -------------------- |
| Адан Гордон | 100 м в/с  | 1:10.8       | 30           | Завершил выступления | Завершил выступления | Завершил выступления | Завершил выступления |
| Адан Гордон | 400 м в/с  | неизвестно   | 25           | Завершил выступления | Завершил выступления | Завершил выступления | Завершил выступления |